# 安川賢
安川 賢（やすかわ けん、1971年6月8日 - ）は、日本の元男性キックボクサー。

## 経歴
新潟県燕市旧吉田町出身。世田谷区千歳烏山にあるS.V.G.（シンサック・ビクトリー・ジム）所属時、第2代NJKFフライ級チャンピオン、第21代全日本キックボクシング連盟バンタム級チャンピオンに認定。戦績は、30戦22勝11KO8敗。 
引退後はチーム「チャイ グン ローイ」を結成して世田谷区祖師ヶ谷公園で仲間とムエタイの練習をしていた。選手をアマチュアの試合にも出す。その後アカデミア・アーザ水道橋のキックボクシングトレーナー、クラスインストラクターとして4年間在籍。
2013年父親の介護の為、地元新潟へUターンしてピロクテテス新潟、ぴろくててす格闘技アカデミーでキックボクシング・トレーナーを3年間在籍。同時にイオンモール新潟南ジュージヤ・カルチャー・スクール内「ボディバランスを整える ムエタイエクササイズ」開講。燕市北体育館「ヤスケン・キックボクシング・スクール」開講。2015年新潟市西蒲区安尻にムエタイジム「SVG AJIRI GYM」を開業して代表を務める。
タイレストラン「ジャイタイ成田空港店」元店長、介護福祉士、タイマッサージ師 (タイ古式マッサージ「ロムディー」代表) 、NPO法人日本ロシアンケトルベル連盟 インストラクター。

## 記録
- 第2代NJKFフライ級チャンピオン、
- 第21代全日本バンタム級チャンピオン